# トレジャー島 (オンタリオ州)
トレジャー島（トレジャーとう）は、ヒューロン湖の中に位置するマニトゥーリン島にあるミンデモヤ湖の中に位置する島である。ミンデモヤ島とも呼ばれる。この島は、「湖の中にある島の中にある湖の中にある島」としては世界最大と言われている。島内に居住者は居ないものの、いくつかのコテージがある。トレジャー島は海抜200mに位置し、その最高地点は海抜225mである。長さ1.4km、幅400mの細長い形をしており、その面積は約0.4キロ平方メートルである。

## 歴史
1883年、トロント警察の警視正であったウィリアム・マクファーソンによって60ドルで購入される。 45年後の1928年には、ジョー、そしてジーン・ホジソンらに売却され、二人は観光客向けのキャンプ場を島内に設営した。 トレジャー島リゾートは、1968年にジョー・ホジソンが亡くなるまで存続するが、その後のジーンによる存続の試みは失敗に終わった。リゾート地は2度売却されるが、次第に経営に行き詰まる。その後1970年代後半、オハイオ州出身のチャック・モーラーが買収し、彼の会社の社員旅行に使われるようになった。

## ミンデモヤの伝説
伝承によると、トレジャー島は、片側の細長い台地から次第と低地へとつながるその特徴的な形から「ミンデモヤ島」と呼ばれていた。伝説によれば、かつてスーセントマリーにある半神が住んでいた。彼は悪妻家で、妻は彼に一時も安堵の時間をも与えなかった。苛立ちが募る中、ついに彼は妻を蹴飛ばし、彼女は遠くミンデモヤ湖へと飛ばされていった。その体は背中と臀部を水上に残したまま湖面に落ち、それが今日見るトレジャー島である。「ミンデモヤ」という言葉は「老女の臀部」を意味すると考えられている。ミンデモヤという名前はその湖の名前や、周辺の村の名前にも使われている。トレジャー島という名前は、20世紀に建造されたリゾート地の経営者によって後に改名されたものである。